# Аксу (город, Павлодарская область)
Аксу́ (каз. Ақсу/Aqsu ; до 1913 — Глинка, до 1993 — Ермак) — город в Павлодарской области Казахстана. Расположен в 40 км к югу от г. Павлодара на левом берегу Иртыша.
Территория города и его сельского региона (городского округа (акимата) в целом) граничит с Актогайским районом на севере, с Баянаульским, Майским, Лебяжинским — на юге, с Павлодарским — на востоке, с сельской зоной города Экибастуза — на западе.

## Население
Национальный состав города (на начало 2023 года):
- казахи — 43 171 чел. (59,74 %)
- русские — 19 664 чел. (27,21 %)
- украинцы — 3200 чел. (4,43 %)
- немцы — 2135 чел. (2,95 %)
- татары — 1275 чел. (1,76 %)
- белорусы — 516 чел. (0,71 %)
- молдаване — 326 чел. (0,45 %)
- чеченцы — 314 чел. (0,43 %)
- азербайджанцы — 261 чел. (0,36 %)
- другие — 1408 чел. (1,95 %)
- Всего — 72 270 чел. (100,00 %)

## История
История города неразрывно связана с открытием залежей каменного угля в районе озера Экибастуз.
Активное экономическое развитие этой части юго-западной Сибири началось в конце XIX века и было неразрывно связано с экономикой Российской империи.
К этому времени открытие месторождения угля К. Пшенбаевым, а затем разведка учёных, инженеров и геологов, приглашённых павлодарским купцом-миллионером А. И. Деровым в конце 1890-х годов, привели к тому, что было решено начать первые попытки добычи угля шахтным способом. Развитие пароходства на Иртыше и Оби, строительство железной дороги (1886 год) от Челябинска до Омска предопределили исход — уголь Экибастуза требуется вывозить к Иртышу. Заручившись поддержкой киевского сахарозаводчика Л. Бродского и духовного наставника протоиерея Иоанна Кронштадтского, А. Деров принял решение о создании акционерного общества по добыче экибастузского угля, которое впоследствии получило название «Воскресенское».
18 февраля 1899 года такое общество с собственным уставом было учреждено. И Воскресенское акционерное горнопромышленное общество с капиталом в 3 миллиона рублей приступило к строительству железной дороги от месторождения к Иртышу. Перед акционерами и Деровым стояла важная задача — определить место для пристани на левом берегу Иртыша. Оно было выбрано в урочище Кызыл Шырпы, между 5-м и 6-м аулами Аксуйской волости. В апреле 1899 года началось строительство железной дороги от Иртыша к Экибастузу в один путь широкой колеи, с 2 промежуточными станциями. Дорога, как и общество, стала называться Воскресенской.
В октябре 1899 года железная дорога была построена и подведена к пристани, названной, как общество и дорога, тоже Воскресенской. Протяжённость дороги составила 109 вёрст (свыше 110 километров). Земли для Воскресенской пристани арендовали у Сибирского казачьего войска на 99 лет, она стала занимать площадь в 7,4 квадратных километра и протянулась вдоль Иртыша на 1,5 километра, была доступной для причала барж и пароходов. Вдоль берега была устроена деревянная эстакада (сооружение в виде помоста для проведения одного пути над другим в месте их пересечения) для приёма судов, а также надземное сооружение мостового типа для пропуска грузов с железной дороги на речной транспорт. Длина эстакады составила 150 метров, ширина — 7,5 метра, на неё заходило до 20 платформ-вагонов, уголь из которых высыпался прямо в баржу. На протяжении 427 метров берег укрепили от размыва каменными щитами и фашинами, то есть связками прутьев хвороста в виде плетёных щитов.
На пристани Воскресенской выстроили жилые дома для служащих площадью 2114 м², бараки для рабочих площадью 840 м², вокзал, паровозное депо, магазин, материальные склады, баню с прачечной, мастерские, лесопилку, мельницу и др. постройки.
Известный семипалатинский краевед и исследователь, бывший политссыльный, народник Н. Я. Коншин, посетивший Павлодар и другие районы уезда, очень ярко описал в 1900 году Воскресенскую пристань: «На пристань по левому берегу Иртыша идёт просёлочная дорога, очень сносная, как и все наши степные дороги. По ней я проехал обратно, на пристань же мне удалось съездить на пароходе, который вёл туда баржи для нагрузки углём… Лишь через шесть часов, поздно вечером, добрался пароход до Воскресенской пристани, где мне надо было попасть в главную контору Общества, чтобы получить там разрешение проехать на Экибастуз по железной дороге…» Далее наш гость из Семипалатинска долго блуждал по пристани в темноте в поисках злополучной конторы, которая находилась в 1,5 верстах от Иртыша. Случайно попавшийся ночной сторож, узнав, что у Коншина была записка от Дерова, провёл его на станцию железной дороги. «На станции никакого помещения для пассажиров не оказалось, и ожидавшие поезда рабочие спали в прихожей на полу, мне же предложили посидеть в телефонной. Пришедший под утро поезд из Экибастуза долго простоял на станции, и я воспользовался его остановкой для осмотра пристани. Кроме главной конторы и железнодорожных построек, здесь находится целый ряд недавно отстроенных зданий, где помещаются „главноуправляющий“ конторой (П. И. Фигнер) и разные служащие. Здания — деревянные, большие, некоторые в два этажа. С копями в Экибастузе и с Павлодаром главная контора Воскресенской пристани соединена телефоном». По сведениям специалистов тех лет, это была система телефонов Эриксона (американская фирма).
Воскресенская пристань и дорога успешно действовали несколько лет. В течение 1900—1903 годов по дороге было вывезено и перегружено в баржи через пристань до 1,5 миллиона пудов угля в год.
После банкротства общества в 1903 году пришли в упадок пристань и железная дорога.
Одновременно с пристанью возле казахского аула № 5, в урочище Кызыл Шырпы, появилось новое поселение из глинобитных домиков, где жила казахская беднота, работавшая на пристани и железной дороге. После переселения крестьян, с 1906 года, население этого посёлка постепенно увеличивалось. Поселение, названное «Глинкой», к 1911 году достигло 1000 человек. В 1912—1913 годах произошли изменения в жизни бывшей пристани и Глинки. По указу губернатора и при давлении местного казачества посёлку и пристани дали название Ермак, в честь казачьего атамана Ермака Тимофеевича. В 1914 году был утверждён план нового посёлка Ермак. Одновременно с этим, в июне 1914 года, учреждено новое «Киргизское горнопромышленное общество» по добыче экибастузского угля и открыта железная дорога, после почти десятилетнего бездействия. Оживилась работа на пристани, посёлок Ермак вырос в крупное село.
В 1917 году в одной из объяснительных записок о состоянии пристани и железной дороги было записано, что на Воскресенской пристани имелось пассажирское здание вокзала площадью 35 м², депо полукаменное, полужелезное, на 4 паровоза, площадью 88 м². При депо имелись мастерские площадью 18 м², кузница, столярная мастерская и склад. Все постройки из самана, крытые железом. До 30 жилых домов, деревянных и земляных, общей площадью до 330 м². Имелась баня, водоснабжение осуществлялось из Иртыша с помощью насоса, вода поступала в водоподъёмное здание, где находился бак — цистерна на 2000 вёдер. Насос Вертингтона питался паром от маленького котла пароходного типа. Железнодорожная контора на пристани деревянная, здесь же находилась контора — помещение для паровозных и кондукторных бригад.
С 1914 года в Ермаке, в железнодорожном депо, работал бывший слесарь омских железнодорожных мастерских Алексей Иванович Котельников. Он устроился слесарем в депо Воскресенской железной дороги. В 1915 году он вместе с Евгением Разумовым организовал первый кооператив, но местный купец Юшков добивался его закрытия. В 1916 году богатый купец Краснобрыжов открыл первую паровую мельницу, где двигатели устанавливал слесарь Котельников, затем он работал здесь машинистом.
Революционные события 1917 года всколыхнули тихую жизнь на пристани и в посёлке Ермак. В мае 1918 года жертвой местных купцов стал комиссар Экибастузского совета народного хозяйства и член Павлодарского Совдепа С. И. Царёв. Он был зверски убит возле вокзала. В память о нём на месте его гибели установлена стела.
В годы Гражданской войны в Ермаке действовало подполье. В феврале группу ермаковцев арестовала колчаковская милиция и посадила в Павлодарскую тюрьму.
В конце 1919 года, с приходом красной армии, были освобождены, арестованные колчаковцами группы подпольного сопротивления.
После событий 1920 года в Ермаке был создан ревком, председателем которого был назначен — Наумов Николай Михайлович.
С 1921 по 1924 — Наумов был председателем волисполкома в Ермаке.
Первым председателем сельсовета в Ермаке стал Богаткин, а с 1925 года — Котельников.
В 1928 году в Ермаке был организован колхоз «Путь Ленина», организаторами которого стали А. Котельников и С. Матвиенко. До 1928 года Ермак был центром волости Павлодарского уезда. Согласно переписи 1920 года, в посёлке проживало 1289 человек, а в 1924 году — 2433 человека.
В связи с ликвидацией волостей и уездов в 1928 году был образован Павлодарский округ, Ермак вошёл в состав Павлодарского (тогда Коряковского) района как обычное, рядовое село с сельским Советом. После ликвидации округа село с 1930 по 1938 годы входило в состав Павлодарского района.
14 февраля 1938 года Постановлением Президиума Казахского ЦИКа за счёт разукрупнения Павлодарского и Бескарагайского районов был образован Кагановический район с центром в селе Ермак, 16 августа 1957 года район был переименован в Ермаковский.
В связи с началом строительства нового города и первых крупных объектов чёрной металлургии и энергетики село Ермак, по Указу от 23 октября 1961 года, было преобразовано в город областного подчинения. 21 февраля 1992 года Ермаковский район переименован в Аксуский.
4 мая 1993 года Постановлением Президиума Верховного Совета Казахстана город Ермак был переименован в город Аксу.
Через несколько лет решением акима области от 9 июля 1997 года территория упразднённого Аксуского района включена в границы города Аксу как сельская зона — сельские округа и посёлок Калкаман переданы в административное подчинение города Аксу.

## Экономика

План города

Современный Аксу — это промышленный, сельскохозяйственный город в Павлодарской области.
Производственную инфраструктуру города представляют два градообразующих предприятия: Аксуский завод ферросплавов и электрическая станция АО ЕЭК.
C 1960 года началось строительство электростанции, первым директором был Новик Владимир Михайлович. 17 декабря 1968 года на ГРЭСе состоялся ввод в эксплуатацию первого энергоблока мощностью 300 мегаватт и был дан первый промышленный ток.
В декабре 1996 года предприятие было преобразовано в открытое акционерное общество Евро-азиатская энергетическая корпорация, в последующем вошедшая в состав корпорации ENRC.
С 1962 года началось строительство промышленных объектов завода ферросплавов. В январе 1968 года на заводе была выплавлена первая тонна ферросплавов, а в июле 1970 года завершился запуск 8 плавильных печей цеха № 2. Первым директором Ермаковского завода ферросплавов был назначен Топильский Пётр Васильевич. В 1995 году предприятие вошло в состав Транснациональной компании Казхром. Данными предприятиями сохранены следующие соц.объекты: физкультурно-оздоровительный комплекс, профилакторий, плавательный бассейн, дом отдыха, лечебно-оздоровительный центр, кроме того были приобретены в Баянауле дома отдыха: «Факел» и «Жасыбай» (последний принадлежит АО «ЕЭК»)
Крупные предприятия города:
- ГКП «Горводоканал»,
- АО Аксуские электрические сети,
- ТОО «Горкомхоз-Аксу»,
- ГККП «Аксу-Коммунсервис»,
- АО Аксуское ПАТП,
- ТОО «Аксу бекеті»,
- ТОО фирма «Парус»,
- ТОО «ДАНиЕР»,
- ТОО «АксуСпецСтройСервис».

В городе действуют более 900 субъектов малого и среднего предпринимательства.
На предприятиях малого и среднего бизнеса трудятся около 3835 человек, которыми производится товаров и услуг на сумму свыше 500 млн тенге. Важнейшим стратегическим объектом города является канал Иртыш-Караганда им. И. Сатпаева. Канал Иртыш-Караганда — основной поставщик питьевой воды в центральные и северные части Казахстана.

## Религия
В городе функционируют 7 религиозных объединений, в том числе мечеть, два православных храма, община христиан-адвентистов седьмого дня, община евангельских христиан-баптистов, евангельская христианская церковь «Новая жизнь», а также Религиозное Объединение «Свидетели Иеговы».

## Образование
В Аксу в сфере образования действуют 50 учреждений: 27 школ (3 неполные), колледжи № 3, № 19, им. Ж. Мусы, казахская гимназия, школа-лицей, 11 начальных малокомплектных школ; 3 внешкольных учреждения: Дом детского творчества, школа искусств, станция юных натуралистов; 6 дошкольных учреждений.
К услугам горожан в городе действует централизованная библиотека с книжным фондом более 78 тысяч экземпляров, имеющая модемную связь с библиотеками сельских округов. В 2000 году в библиотеке, одной из первых в области, внедрена электронная система по предоставлению услуг населению через электронную почту.

## Здоровье и спорт
В структуру здравоохранения города входят Аксуская центральная больница, городская поликлиника, сельская больница села Калкаман, противотуберкулёзный диспансер, станция скорой помощи, 11 сельских семейных врачебных амбулаторий, в том числе одна частная.
Аксу — город спортсменов. В городе созданы все условия для занятия физкультурой и спортом. К услугам горожан Дворец спорта им. Иманжусупа Кутпанова, плавательный бассейн, физкультурно-оздоровительный комплекс, стадион на 5000 мест, детско-юношеская спортивная школа, спортивные площадки в микрорайонах города и сельского региона.
Местом отдыха горожан являются парк культуры и отдыха, Дворец культуры имени Сабита Донентаева, культурно-досуговые центры сельских населённых пунктов.

## Руководители города
Председатели исполкома Ермаковского городского совета народных депутатов
с 1921 года по 28 февраля 1992 года
1. Наумов, Николай Михайлович - с октября 1921 года по декабрь 1924 года
2. Трусов, Василий Иванович — с марта 1962 по март 1969
3. Москаленко, Клара Артуровна — c марта 1969 по январь 1971
4. Агимбетов, Башай Агимбетович — c января 1971 по декабрь 1982
5. Нагманов, Кажмурат Ибраевич — c декабря 1982 по май 1987
6. Мендыбеков, Амангельды Уразакович — c мая 1987 по февраль 1992

Главы Аксуской городской администрации
c 19 февраля 1992 года по 7 октября 1995 года
1. Шокарев, Владимир Ильич — c февраля 1992 по сентябрь 1994
2. Трусов, Евгений Михайлович — c сентября 1994 по октябрь 1995

Акимы города Аксу
с 7 октября 1995 года
1. Трусов, Евгений Михайлович — с октября 1995 по июль 1997
2. Сыздыков, Тито Уахапович — c июля 1997 по ноябрь 1999
3. Набиев, Нурлан Абзалович — с ноября 1999 по декабрь 2003
4. Оразалинов, Илюбай Атагаевич — с декабря 2003 по сентябрь 2007
5. Каиргельдинов, Оразгельды Алигазинович — с ноября 2007 по октябрь 2011
6. Бакауов, Булат Жумабекович — с октября 2011 по апрель 2014
7. Нукенов, Кайрат Темиршотович — с июня 2014 по апрель 2016
8. Дюсимбинов, Нурлан Шайкслямович — с апреля 2016 по ноябрь 2017
9. Дычко, Николай Васильевич — с ноября 2017 по октябрь 2018
10. Ибраев, Балгабай Жумагулович — с октября 2018 по январь 2021
11. Ашимбетов, Нуржан Кемерович — с 22 января по 21 мая 2021
12. Шугаев, Жанат Рашитович — с мая 2021 по март 2022[5]
13. Дюсимбинов, Нурлан Шайкслямович — с марта 2022 по ноябрь 2024[6]
14. Шарипов, Болатбек Каримович — с 21 ноября 2024[7]

## Сельский регион
12 апреля 2013 года совместным постановлением акимата Павлодарской области и маслихата Павлодарской области в административно-территориальное устройство Аксуского региона были внесены изменения, в частности сокращено количество сельских округов, а посёлок Аксу включён в административное подчинение города Аксу.
В итоге территориального изменения сельский регион города Аксу состоит из 6 сельских округов:
1. Алгабасский сельский округ
2. Калкаманский сельский округ
3. Достыкский сельский округ
4. Кызылжарский сельский округ
5. Евгеньевский сельский округ
6. Сельский округ имени Мамаита Омарова

Сельскохозяйственная специализация сельского региона города Аксу: мясо-молочное животноводство, овоще-картофелеводческое, птицеводческое. Выращивается пшеница, просо, гречиха, фуражные культуры на корм скоту. В районе по состоянию на 2001 год имелось 512 тракторов, 48 зерновых комбайна, 140 сеялок, 83 плугов, 200 грузовых автомобилей, 1 цех по производству подсолнечного масла, 1 колбасный цех, 7 мини-пекарен, 1 цех по производству муки.
Всего в сельской зоне города Аксу сельскохозяйственным производством занимаются 6 сельхозпредприятий и 361 крестьянское хозяйство.

## Переименованные улицы
- улица Мира — улица Астаны;
- улица Свердлова — улица Мухтара Ауэзова;
- улица Царёва — улица Бауыржана Момышұлы;
- улица Энтузиастов — улица Маншук Маметовой;
- улица Заводская, расположенная в микрорайоне 7А — улица Николая Бердникова;
- улица Кооперативная — улица Ивана Суптеля;
- улица Советова — улица Алии Молдагуловой;
- улица Молодёжная — улица Хиуаз Доспановой[8].